# Coryanthes alborosea
Coryanthes alborosea är en orkidéart som beskrevs av Charles Schweinfurth. Coryanthes alborosea ingår i släktet Coryanthes, och familjen orkidéer. Inga underarter finns listade i Catalogue of Life.

## Bildgalleri

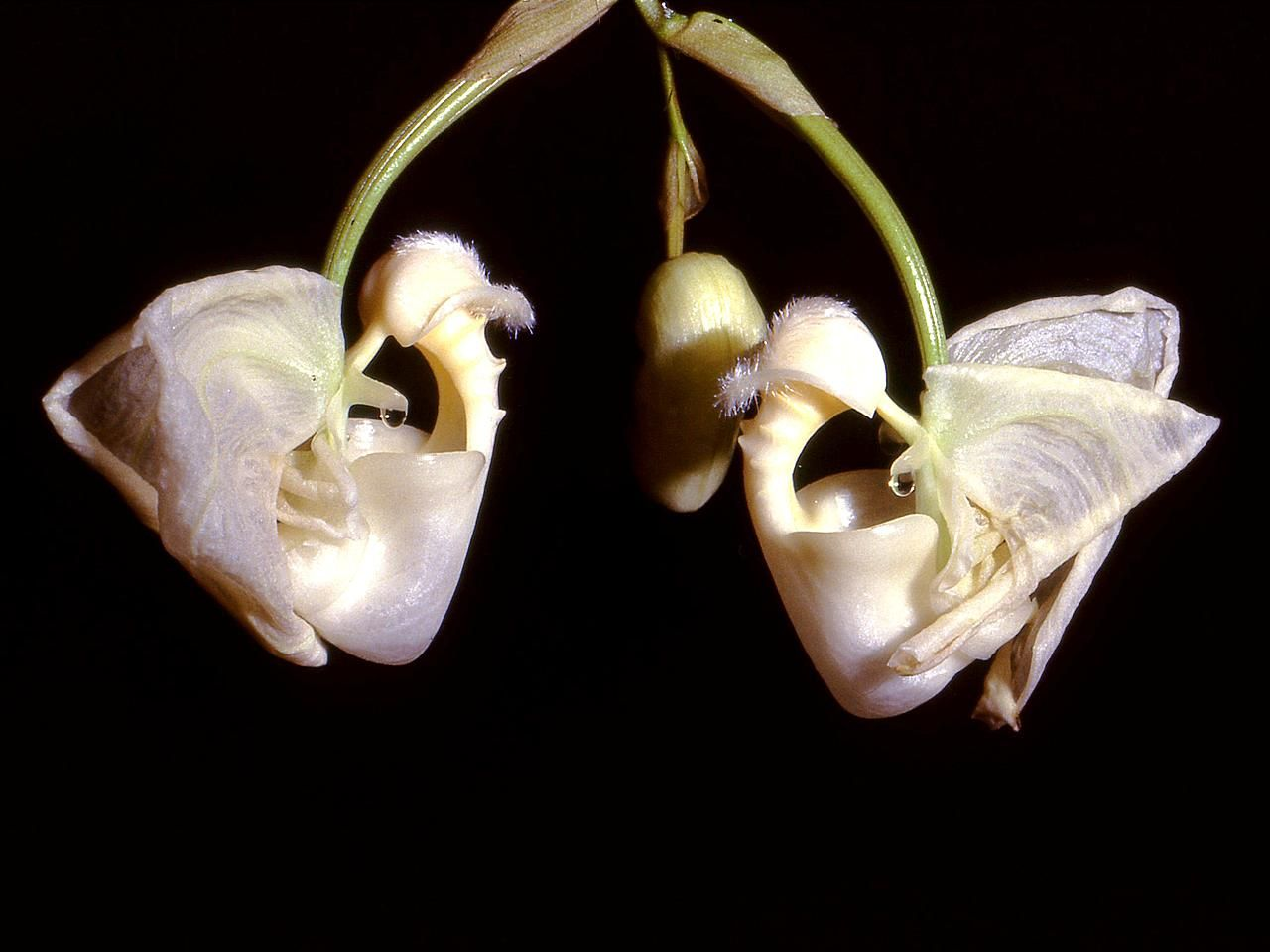
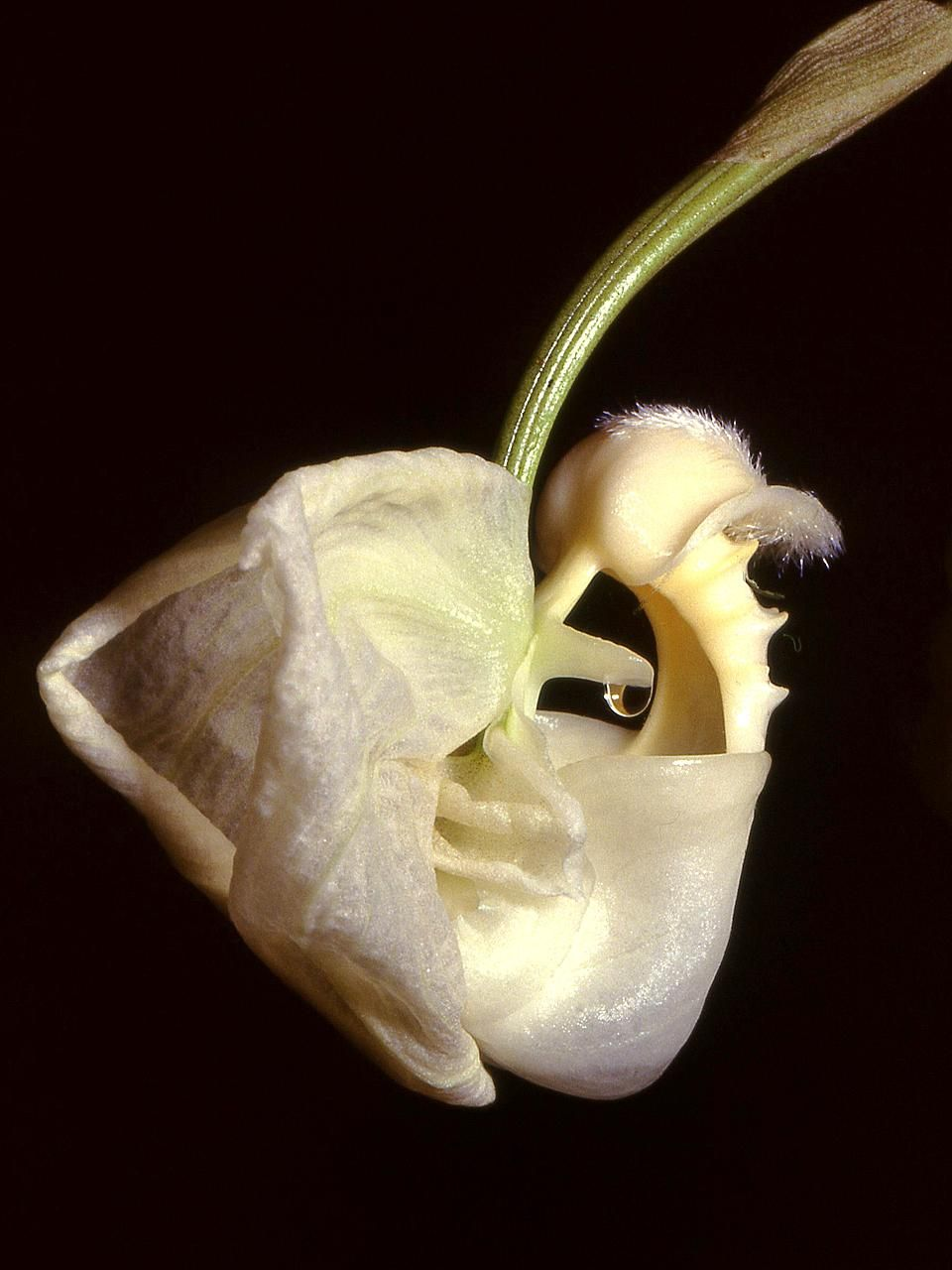
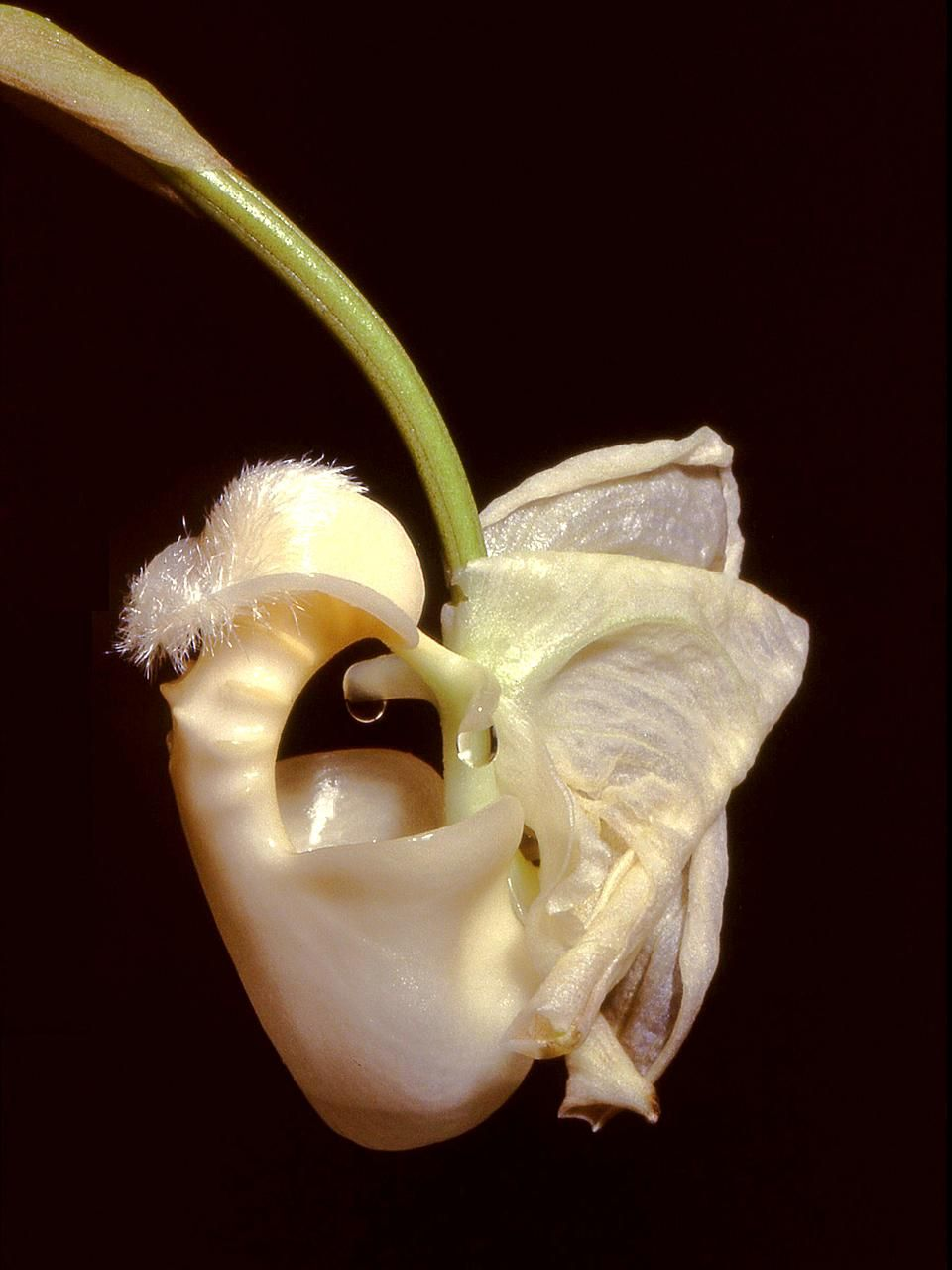